# 溫莎普萊斯 (密蘇里州)
溫莎普萊斯（英語：Windsor Place）是位於美國密蘇里州庫珀縣的村。

## 人口
根據2020年美國人口普查的數據，溫莎普萊斯的面積為2.32平方千米，皆為陸地。當地共有人口358人，而人口密度為每平方千米154人。